# Kōstakīs Kōnstantinou
Kōstakīs Kōnstantinou (in greco: Κωστάκης Κωνσταντίνου; 24 settembre 1968) è un ex calciatore cipriota, di ruolo difensore.

## Carriera

### Club
Ha sempre giocato nella massima serie cipriota con varie squadre, eccezion fatta per la stagione 1996-1997 trascorsa in Inghilterra tra le file del Barnet.

### Nazionale
Ha esordito con la nazionale cipriota nel 1989, giocando 38 partite fino al 1997.

## Palmarès

### Club

#### Competizioni nazionali
- Campionato cipriota: 1

Omonia: 1992-1993
- Coppa di Cipro: 1

Omonia: 1993-1994
- Supercoppa di Cipro: 2

Omonia: 1991, 1994